# 鷲見玲奈、お肉 吟じます。
『鷲見玲奈、お肉 吟じます。』(すみれいな、おにく ぎんじます)は、2016年1月5日（4日深夜）から6月25日（24日深夜）までテレビ東京で放送されていたミニ番組。

## 内容
肉好きの鷲見玲奈が店のオススメメニューを食べ、感想を詩吟で表現する。番組タイトルの題字の一部は鷲見自身が手掛けている。2016年4月1日より金曜深夜25:53～26:00に移動した。

## 放送リスト
| 1 | 1月5日  | 東京都台東区西浅草「本とさや」・上タン塩2,100円(税込1人前)                    | 浅草の 人気店 赤のれん くぐって 活気と白煙溢れる店内 歯ごたえ楽しい 上タン塩に少し檸檬搾れば 口福の時                                   |
| 2 | 1月12日 | 麻布十番「Cossott’e sp」・ザブトンの焼きしゃぶ1,600円(税込)                   | 麻布永坂を上がった中腹 匠が炙る霜降り肉 卵黄を絡め 天昇る 肉の羽衣                                                                      |
| 3 | 1月19日 | 港区赤坂「大関」・特上5点盛6,500円(税込)                                      | 大都会に佇む古民家 懐古的な情感に 癒しつつまれながら 厚切りの五点盛りを 口いっぱい頬張れば 口福の時                                     |
| 4 | 1月26日 | 目黒区上目黒「だいごろう」・松阪牛のしんしん 4,800円(税込)                    | 一日限定四組しか味わうことのできない 店主がこだわり抜いたしんしんを頬張れば 山葵の香りが鼻に抜け口どけは 深々と降っては積もる雪のごとし |
| 5 | 2月2日  | 港区赤坂「日本料理 三田 ばさら」・トマトすきやき 一人前6,000円(二人前から)    | 「寒冷の如月 東京タワーの麓 賄い飯が生んだ トマトすき焼きを食せば 酸味と肉の融合で 幸溢れ 箸進む執着には 斬新のパスタ締め」             |
| 6 | 2月9日  | 中央区銀座「焼肉×バル マルシミート」・リブ芯の贅沢うにロール 2枚1,920円(税込) | 「銀座OL御用達の お洒落な店内で 「リブ芯の贅沢うにロール」 頬張れば 海と大地の二大巨頭が 口内で織りなす 至高のアンサンブル」            |
| 7 | 2月16日 | 目黒区鷹番「こんといて」・三ちゃん鍋 2人前3,888円                             | 「学芸大の商店街に 隠れた名店 飾らない店主の 人柄に温まり 拘りのダシ汁に 豚肉潜らせて 思わずこぼれる 「♪あったかいんだから」」          |
| 8 | 2月23日 | 港区白金「酉玉」・串焼き「ちょうちん」1本378円(税込)                          | 「白金のプラチナ通りの 坂ノ下 貴重な双子の 「ちょうちん」頬張れば 卵黄がプチッと 弾ける 口福の音 濃厚な旨味ここに有り」                 |
| 9 | 3月1日  | 港区高輪串焼き「バルバッコア」・「シュラスコ ディナ」1人前5,832円(税込)       | 「パサドールが焼く ピッカーニャ 香ばしく歯応えある 美味頬張れば 憎らしい程 肉旨く 腹膨れてはパイナップルで 回復を待つ 」                |

## スタッフ
- 衣装協力:ふりふ
- 制作協力:OCTAGON GROUP
- 製作著作:TV TOKYO7